# Jure Kreft
Jure Kreft, slovenski filmski producent, scenarist in igralec, * 2. november 1993, Ljubljana.

## Življenjepis
Po izobrazbi diplomirani filozof in sociolog. S filmom se je spoznal leta 2009, ko je kot najstnik dobil vlogo tabornika Zaspanca v najbolj gledanem slovenskem mladinskem filmu Gremo mi po svoje, in v njegovem nadaljevanju Gremo mi po svoje 2.
Leta 2015 je s prijatelji ustanovil podjetje Fixmedia, Zavod za razvoj filmske ustvarjalnosti in postal direktor zavoda. V okviru Fixmedie se ukvarja s filmsko, televizijsko in spletno produkcijo za slovenske in tuje naročnike. V zgodnjih letih Fixmedie je produciral številne projekte, med drugim tudi: mladinsko dokumentarno oddajo Adrenalinci, videospot Sedem vrtnic, TV oglas Widex: Res slišite vse?, kratki dokumentarni film Cryptonation, kratki igrani film Muha, videospot za skupino Tabu Nabiralka zvezd in mladinsko serijo Maximal za Rokus Klett. Fixmedia danes posluje v okviru treh blagovnih znamk: Fixmedia, ki se specializira za mednarodne projekte, Studio S, specializiran za produkcijo v Sloveniji in Spletniprenosi.si, specializirani za spletne prenose.
Kreft se poleg vodenja video produkcije ukvarja še s pisanjem scenarijev in člankov ter urejanjem spretne podobe revije PIL.